# Bataille de Poelcappelle
Première Guerre mondiale
La bataille de Poelcappelle eut lieu à Poelcappelle, en Flandre, en Belgique, le 9 octobre 1917 et oppose l'armée britannique aux troupes allemandes, pendant la Première Guerre mondiale. Elle marque la fin de la série d'attaques menée par les britanniques vers la fin du mois de septembre au début du mois d'octobre durant la bataille de Passchendaele.